# Извршно веће Скупштине СР Црне Горе
Извршно веће Скупштине Социјалистичке Републике Црне Горе је био назив за владу у Социјалистичкој Републици Црној Гори, од 1953. до 1991, док је у периоду од 1945. до 1953. године коришћен назив Влада.
Извршно веће је према Уставу СР Црне Горе представљало извршни орган Скупштине Социјалистичке Републике Црне Горе и сачињавали су ју - председник, чланови које бира скупштина и републички секретари (министри). 
Званични називи владе током постојања СР Црне Горе, од 1945. до 1991. године, били су: 
- Влада Федералне Црне Горе — од 1945. до 1947. године
- Влада Народне Републике Црне Горе — до 1947. до 1953. године
- Извршно веће Народне скупштине Народне Републике Црне Горе — од 1953. до 1963. године
- Извршно веће Скупштине Социјалистичке Републике Црне Горе — од 1963. до 1991. године

Такође у званичној употреби користио се и назив Републичко извршно веће, да би се разликовало од Савезног извршног већа. Често су се користиле и скраћене варијанте имена - Извршно веће СР Црне Горе или Извршно веће Црне Горе.

## Састав извршних већа
| Владе Народне Републике/Социјалистичке Републике Црне Горе 1945-1992 |                   |                    |                    |
| влада                                                                | председник        | п. мандата         | к. мандата         |
| Влада Федералне Црне Горе                                            | Блажо Јовановић   | 17. април 1945.    | 2. јануар 1947.    |
| 1. Влада НР Црне Горе                                                | Блажо Јовановић   | 2. јануар 1947.    | ?                  |
| 2. Влада НР Црне Горе                                                | Блажо Јовановић   | ?                  | 4. фебруар 1953.   |
| 1. Извршно веће Народне скупштине НР Црне Горе                       | Блажо Јовановић   | 4. фебруар 1953.   | 16. децембар 1953. |
| 2. Извршно веће Народне скупштине НР Црне Горе                       | Филип Бајковић    | 16. децембар 1953. | ?                  |
| 3. Извршно веће Народне скупштине НР Црне Горе                       | Филип Бајковић    | ?                  | 12. јул 1962.      |
| 4. Извршно веће Народне скупштине НР Црне Горе                       | Ђорђије Пајковић  | 12. јул 1962.      | 25. јун 1963.      |
| 5. Извршно веће Скупштине СР Црне Горе                               | Веселин Ђурановић | 25. јун 1963.      | 8. децембар 1966.  |
| 6. Извршно веће Скупштине СР Црне Горе                               | Мијушко Шибалић   | 8. децембар 1966.  | 5. мај 1967.       |
| 7. Извршно веће Скупштине СР Црне Горе                               | Видоје Жарковић   | 5. мај 1967.       | 7. октобар 1969.   |
| 8. Извршно веће Скупштине СР Црне Горе                               | Жарко Булајић     | 7. октобар 1969.   | 6. мај 1974.       |
| 9. Извршно веће Скупштине СР Црне Горе                               | Марко Орландић    | 6. мај 1974.       | 28. април 1978.    |
| 10. Извршно веће Скупштине СР Црне Горе                              | Момчило Цемовић   | 28. април 1978.    | 7. мај 1982.       |
| 11. Извршно веће Скупштине СР Црне Горе                              | Радивоје Брајовић | 7. мај 1982.       | 6. јун 1986.       |
| 12. Извршно веће Скупштине СР Црне Горе                              | Вуко Вукадиновић  | 6. јун 1986.       | 29. март 1989.     |
| 13. Извршно веће Скупштине СР Црне Горе                              | Радоје Контић     | 2. април 1989.     | 15. фебруар 1991.  |